# Джейден Філоджин
Джейден Філоджин (англ. Jaden Philogene; нар. 8 лютого 2002, Лондон) — англійський футболіст, півзахисник клубу «Іпсвіч Таун».
Виступав за юнацьку збірну Англії.

## Клубна кар'єра
Народився 8 лютого 2002 року в місті Лондон. Вихованець футбольної школи клубу «Астон Вілла». Дорослу футбольну кар'єру розпочав 2021 року в основній команді того ж клубу, в якій провів один сезон, взявши участь у 2 матчах чемпіонату.
Згодом з 2022 по 2024 рік грав у складі команд «Сток Сіті», «Кардіфф Сіті», «Астон Вілла» та «Галл Сіті».
До складу клубу «Астон Вілла» приєднався 2024 року. Станом на 13 липня 2024 року відіграв за команду з Бірмінгема 1 матч в національному чемпіонаті.

## Виступи за збірні
У 2020 році дебютував у складі юнацької збірної Англії (U-19), загалом на юнацькому рівні взяв участь у 1 грі, відзначившись 3 забитими голами.
Філоджин дебютував за збірну Англії віком до 20 років 6 вересня 2021 року в переможній грі над командою Румунії (6:1) на «Сент-Джордж Парк».
12 жовтня 2023 року Філоджин вперше вийшов у складі молодіжної збірної Англії, двічі забив забивши двічі у ворота команди Сербії у відбірковому матчі молодіжного чемпіонату Європи 2025 року.